# (15398) 1997 UZ23
(15398) 1997 UZ23 est un astéroïde troyen de Jupiter de 35,516 km de diamètre découvert en 1997.

## Description
(15398) 1997 UZ23 a été découvert le 30 octobre 1997 à la station Anderson Mesa, un des deux sites d'observation de observatoire Lowell (Arizona (États-Unis), par Brian A. Skiff.

### Caractéristiques orbitales
L'orbite de cet astéroïde est caractérisée par un demi-grand axe de 5,13 UA, un périhélie de 4,100 UA, une excentricité de 0,03 et une inclinaison de 28,47° par rapport à l'écliptique. Du fait de ces caractéristiques, à savoir un demi-grand axe compris entre 4,6 et 5,5 UA et un périhélie inférieur à 0,3 UA, il est classé, selon la JPL Small-Body Database, astéroïde troyen de Jupiter du camp grec. Il est situé au point de Lagrange L4 du système Soleil-Jupiter.

### Caractéristiques physiques
(15398) 1997 UZ23 a une magnitude absolue (H) de 10,8 et un albédo estimé à 0,067, ce qui permet de calculer un diamètre de 35,516 km. Ces résultats ont été obtenus grâce aux observations du Wide-Field Infrared Survey Explorer (WISE), un télescope spatial américain mis en orbite en 2009 et observant l'ensemble du ciel dans l'infrarouge, et publiés en 2012 dans un article regroupant les caractéristiques de 478 astéroïdes troyens,.